# Państwowa Ogólnokształcąca Szkoła Artystyczna w Zakopanem
Państwowa Ogólnokształcąca Szkoła Artystyczna w Zakopanem – szkoła podstawowa.

## Charakterystyka
Szkoła powstała w 1992 roku z inicjatywy Lidii Długołęckiej – Pinkwart, która do 2005 roku kierowała placówką. Od 1999 roku szkoła kształciła w cyklu dziewięcioletnim. Od 2017 roku, w związku z reformą systemu oświaty, ponownie w szkole przywrócono cykl ośmioletni. Szkołą podlega Ministerstwu Kultury i Dziedzictwa Narodowego. Nad całością kształcenia w POSA opiekę sprawuje Centrum Edukacji Artystycznej w Warszawie. Równolegle z ogólną podstawą programową, uczniowie POSA realizują program wybranego kierunku artystycznego. Są nimi: – muzyka; – plastyka; – teatr; – balet; – taniec; – literatura.